# 23 Batalion Straży Granicznej
23 Batalion Straży Granicznej – jednostka organizacyjna Straży Granicznej w II Rzeczypospolitej pełniąca służbę ochronną na granicy polsko-radzieckiej.

## Formowanie i zmiany organizacyjne
Wykonując postanowienia uchwały Rady Ministrów z 23 maja 1922 roku, Minister Spraw Wewnętrznych rozkazem z 9 listopada 1922 roku zmienił nazwę „Bataliony Celne” na „Straż Graniczną”. Wprowadził jednocześnie w formacji nową organizację wewnętrzną. 23 batalion celny przemianowany został na 23 batalion Straży Granicznej.
23 batalion Straży Granicznej funkcjonował w strukturze Komendy Powiatowej Straży Granicznej w Tarnopolu, a jego dowództwo stacjonowało w Kopyczyńcach. W skład batalionu wchodziły cztery kompanie strzeleckie oraz jedna kompania karabinów maszynowych w liczbie 3 plutonów po 2 karabiny maszynowe na pluton. Dowódca batalionu posiadał uprawnienia dyscyplinarne dowódcy pułku. Cały skład osobowy batalionu obejmował etatowo 614 żołnierzy, w tym 14 oficerów. Z uwagi na eksterytorialne stacjonowanie, batalion odkomenderował oficera łącznikowego do starosty kopyczyńskiego.
W lipcu 1923 roku, stojący w rezerwie, 23 batalion SG w Zaleszczykach został rozwiązany. Meldunek złożył po komendanta batalionu kpt. Młynarczyk 10 lipca 1923.

## Służba graniczna
Sąsiednie bataliony
- ? ⇔ 1 batalion Straży Granicznej − V 1923[10]

## Komendanci batalionu
- kpt. Ferdynand Kruger (IX 1922[11] – )